# Comunidad San Miguel
Comunidad San Miguel es un ejido del municipio de Benjamín Hill ubicado en el centro del estado mexicano de Sonora, en la región del desierto sonorense. El ejido es la tercera localidad más habitada del municipio, por debajo de San Diego y del pueblo de Benjamín Hill, el cual es la cabecera municipal. Según los datos del Censo de Población y Vivienda realizado en 2020 por el Instituto Nacional de Estadística y Geografía (INEGI), Comunidad San Miguel tiene un total de 21 habitantes.

## Geografía
Véase también: Geografía del municipio de Benjamín Hill.
Comunidad San Miguel se sitúa en las coordenadas geográficas 30°07'38" de latitud norte y 111°05'52" de longitud oeste del meridiano de Greenwich, a una elevación de 720 metros sobre el nivel del mar.